# 1e Infanteriedivisie (Canada)

Insigne van het Canadese 1e Infanteriedivisie

De 1e Canadese Infanteriedivisie was een Canadese eenheid tijdens de Tweede Wereldoorlog. 

## Geschiedenis
De 1e Canadese Infanteriedivisie werd op 1 september 1939 gemobiliseerd. De divisie stak eind 1939 in twee konvooien de Atlantische Oceaan over en kwamen eind februari 1940 aan in Groot-Brittannië. De 1e Canadese Infanteriedivisie nam in juni 1940 deel aan de Slag om Frankrijk. 
Na de evacuatie bij Duinkerke bleef de infanteriedivisie voor drie jaar in Groot-Brittannië gestationeerd en werd in juli 1943 overgeplaatst naar het Middellands Zeegebied. Daar namen ze deel aan de geallieerde landingen op Sicilië. Na de gevechten op Sicilië ten einde was landde de 1e Canadese Infanteriedivisie als onderdeel van het Britse Achtste Leger in Calabrië. Vanuit Calabrië rukte de 1e Canadese Infanteriedivisie via Ortona op na de rivier de Senio. De 1e Infanteriedivisie namen in december 1944 posities in bij de rivier de Senio. De divisie werd in maart 1945 overgeplaatst naar Nederland en beëindigde daar als onderdeel van het Eerste Canadese Leger de oorlog. 
De 1e Canadese Infanteriedivisie werd na de Tweede Wereldoorlog twee keer opnieuw opgericht. De eerste keer in 1954 (ontbonden in 1958) en de tweede keer in november 1989.

## Bevelhebbers
De 1e Canadese Infanteriedivisie had tijdens de Tweede Wereldoorlog de volgende bevelhebbers:
- 17 oktober 1939 - 10 juli 1940: generaal-majoor A.G.L. McNaughton
- 10 juli 1940 - 21 juli 1940: luitenant-generaal A.G.L. McNaughton
- 21 juli 1940 - 1 september 1942: generaal-majoor G.R. Pearkes (tussen 15 november 1941 en 22 december 1941 tijdelijk vervangen door brigadier A.E. Potts)
- 8 september 1942 - 29 april 1943: generaal-majoor H.L.N. Salmon
- 29 april 1943 - 31 oktober 1943: generaal-majoor G.G. Simonds
- 1 november 1943 - 30 november 1944: generaal-majoor C. Vokes
- 26 oktober 1944 - 11 november 1944: brigadier W.S. Ziegler (tijdelijk)
- 12 november 1944 - december 1944: brigadier J.D.B. Smith (tijdelijk)
- december 1944 - 31 augustus 1945: generaal-majoor H.W. Foster

## Eenheden
1e Canadese Infanteriebrigade
- The Royal Canadian Regiment
- The Hastings and Prince Edward Regiment
- 48e Highlanders of Canada
- 1 Canadian Infantry Brigade Ground Defence Platoon (Lorne Scots)

2e Canadese Infanteriebrigade
- Princess Patricia’s Canadian Light Infantry
- The Seaforth Highlanders of Canada
- The Loyal Edmonton Regiment
- 2 Canadian Infantry Brigade Ground Defence Platoon (Lorne Scots)

3e Canadese Infanteriebrigade
- Royal 22e Régiment
- The Carleton and York Regiment
- The West Nova Scotia Regiment
- 3 Canadian Infantry Brigade Ground Defence Platoon (Lorne Scots)

Overige eenheden
- 4e Reconnaissance Regiment (4e Princess Louise Dragoon Guards)
- The Saskatoon Light Infantry (Machine Gun)
- 1e (Halifax-Dartmouth) Field Artillery Regiment, The Royal Regiment of Canadian Artillery
- 2e Field Artillery Regiment, RCA
- 3e Field Artillery Regiment, RCA
- 1e Anti-tank Regiment, RCA
- 2e Light Anti-aircraft Regiment, RCA
- 1e Canadian Divisional Signals, Royal Canadian Corps of Signals
- No. 1 Defense and Employment Platoon (Lorne Scots)